# المغيرة بن عبد الله المخزومي
أبو هاشم المغيرة بن عبد الله بن عُمَر المخزومي القرشي (125 ق هـ - 50 ق هـ / 500م - 574م) من سادة وأشراف وفرسان قبيلة قريش، كان معاصراً لعبد المطلب بن هاشم، ومن نسله الكثير من الصحابة والتابعين ومنهم: أم المؤمنين أم سلمة، وخالد بن الوليد، وعياش بن أبي ربيعة، والحارث بن هشام، وعبد الله بن أبي ربيعة، وعكرمة بن أبي جهل وغيرهم.

## اسمه ونسبه
- هو المغيرة بن عبد الله بن عمر بن مخزوم بن يقظة بن مرة بن كعب بن لؤي بن غالب بن فهر بن مالك بن قريش بن كنانة بن خزيمة بن مدركة بن إلياس بن مضر بن نزار بن معد بن عدنان المخزومي القرشي الكناني، يُكَنى بأبي هاشم.[2]
- أمه هي: ريطة بنت عمرو بن كعب بن سعد بن تيم بن مرة بن كعب بن لؤي التيمية القرشية الكنانية.[3]

## أسرته
تزوج المغيرة بن عبد الله من ثلاثة نساء وكان له أربعة عشر ولداً من الذكور وثلاث من البنات وهم:
- ريطة بنت سعيد السهمية وولدت له: هاشم بن المغيرة وهو أكبر ولده وبه يُكَنى أبا هاشم، وهشام بن المغيرة، وأبو حذيفة بن المغيرة واسمه مهشم، وأبو ربيعة بن المغيرة واسمه عمرو، وأبو أمية بن المغيرة واسمه حذيفة، وأبو زهير بن المغيرة واسمه تميم، والفاكه بن المغيرة، وخداش بن المغيرة، وزهير بن المغيرة، وعبد الله بن المغيرة.
- صخرة بنت الحارث بن عبد الله البجلية وولدت له: الوليد بن المغيرة، وعبد شمس بن المغيرة.
- حبيبة بنت شيطان الكنانية وولدت له: حفص بن المغيرة، وعُثَمان بن المغيرة.
- وبناته هن: حفصة بنت المغيرة، وصفية بنت المغيرة، وهند بن المغيرة،